# Dichotomius fimbriatus
Dichotomius fimbriatus là một loài bọ cánh cứng trong họ Bọ hung (Scarabaeidae).